# Schöffe (historisch)
Ein Schöffe (von althochdeutsch sceffino oder scaffin, der Anordnende; mittelhochdeutsch scheffe(ne) oder schepfe(ne)), auch Schöppe (niederdeutsch) und Schöpfe (oberdeutsch), war im hohen und späten Mittelalter und in der Frühen Neuzeit eine Person, die mit Aufgaben in der Rechtsprechung, aber auch – da damals judikative und exekutive Gewalt nicht getrennt waren – mit Verwaltungsaufgaben betraut war.

## Entwicklung

### Entstehung
Ursprünglich waren Streitschlichtung und Rechtsfindung Angelegenheit des gesamten Dorfes oder einer gesamten Region. An den dazu regelmäßig stattfindenden Versammlungen (Thing) mussten alle volljährigen Männer teilnehmen. Mit der zunehmenden sozialen Ausdifferenzierung fiel es einigen schwerer als anderen, dem nachzukommen. Dies führte auch zu einer Ausdifferenzierung derjenigen, die an den Versammlungen tatsächlich teilnahmen. Der Begriff „Schöffe“/sceffino tritt seit dem Ende des 8. Jahrhunderts auf und ersetzte den in der Sache Gleiches bezeichnenden Begriff „rachineburgius“. Karl der Große institutionalisierte dies in einer Reihe von Kapitularien: Nicht mehr die ganze Gerichtsgemeinde, sondern nur noch sieben Schöffen sollten Recht sprechen. Damit zentralisierte er die Legitimation des Gerichtsverfahrens, indem er die Tätigkeit der Schöffen, die bis dahin durch die Gerichtsgemeinde legitimiert waren, zu Beauftragten der Krone machte. Die Tätigkeit des Schöffen wurde so zum Schöffenamt. Gleichzeitig marginalisierte er die Rolle der Grafen oder Schultheißen im Gerichtsverfahren, denen nun nur noch die Verfahrensleitung oblag. Aufgabe der Schöffen im Gerichtsverfahren war es, auf Fragen, die ihnen der Richter zu dem vorliegenden Fall stellte, zu antworten. Die Schöffen sprachen so das Urteil, konnten sich dabei aber auch bei der versammelten Gerichtsgemeinde rückversichern. Die aufwändigere Tätigkeit als Schöffe konnte sich nur derjenige leisten, der wirtschaftlich entsprechend gut da stand. Außerdem forderten Schöffenordnungen, dass Schöffen volljährig, „weise“, gottesfürchtig, charakterstark und unbescholten sein sollten. Auf dörflicher, städtischer oder regionaler Ebene war auch erforderlich, dass der Schöffe dort Grundbesitz hatte und dort wohnte.

### Karolingische Nachfolgestaaten
Diese auf Schöffen basierende Gerichtsverfassung setzte sich in den Nachfolgestaaten des Karolingischen Reiches und darüber hinaus – etwa in England – durch. Sie war auch Vorbild für die Organisation der Gerichte auf unterschiedlichen Ebenen: örtlich Dorfgerichte, regionale Zentgerichte und Reichshofgericht wurden nach diesem Modell geformt. Dabei änderte sich im Lauf der Zeit in einzelnen Gerichten die Zahl der Schöffen: Oft wurden es 12, aber auch 14 oder 24 oder eine andere Zahl von Schöffen war aufgrund örtlicher oder regionaler Besonderheiten möglich. Schöffengremien konnten sich teilweise durch Kooptation selbst ergänzen, zum Teil war dabei das Einvernehmen mit der jeweiligen Obrigkeit erforderlich. Wer als Schöffe ausgesucht wurde, war verpflichtet, das Amt anzutreten. Schöffen wurden durch einen feierlichen Eid verpflichtet. Neben ihrer primären Tätigkeit in der streitigen Gerichtsbarkeit übernahmen Schöffen auch zunehmend Aufgaben der freiwilligen Gerichtsbarkeit, etwa die Beglaubigung von Urkunden und andere öffentlich-rechtliche Aufgaben, wie Markt- oder Forstaufsicht und in Wasser- und Weideangelegenheiten.
Die Gerichtsschöppen in Dörfern waren zumeist Bauern. Bei den Landgerichten gab es die Landschöffen (auch Amtslandschöppen genannt, die Bezeichnungen variieren regional). Das Schöffenamt konnte an den Besitz bestimmter Güter gebunden sein, etwa an die Amtslandschöppengüter oder Saupengüter im sächsischen Amt Rochlitz. Diese Saupen konnten sich über mehrere Dörfer verteilen, die dann eine eigene „Gerichtsgemeinde“ mit einem eigenen Saupenrichter bildeten. Die Gerichtsschöffen waren in Südhessen von Abgaben sowie Frondiensten entbunden. Sie hatten als Teil der Rechtsprechung Sitz und Stimme in Beratungen über wichtige kommunale Angelegenheiten. Ferner nahmen die hessischen Gerichtsschöffen Taxationen und Verhöre vor.
Eine besondere Funktion entwickelten die städtischen Schöffengerichte: Da sich im Schöffengericht die wohlhabenderen Einwohner versammelten, entwickelte sich das Schöffengericht zu einem kommunalen Leitungsorgan neben dem Schultheißen. So entstand in manchen Stadträten eine Schöffenbank, etwa in Aachen, Köln, Frankfurt am Main oder Nürnberg. Diese Schöffen hatten in der Regel bis weit in das 17. Jahrhundert hinein keine juristische Ausbildung.

### Römisches Recht
Ab dem 15. Jahrhundert wurden die bestehenden volksgerichtlichen Strukturen durch das römische Recht ersetzt. Für die Schöffengerichte bedeutete das, dass sie durch Gerichte abgelöst wurden, die mit studierten Juristen besetzt waren. Das geschah zunächst auf oberster Ebene, 1451 mit der Einrichtung des Reichskammergerichts. Auf der darunter liegenden Ebene setzte die Forderung nach einer fachlichen Qualifikation, also Kenntnis des römischen oder kodifizierten Rechts, im 16. Jahrhundert ein, zum Teil aber auch in der Form, dass das Schöffengericht erhalten blieb, nun aber gefordert wurde, dass die Schöffen eine entsprechende Qualifikation aufwiesen. Insgesamt aber setzte eine Verdrängung der althergebrachten Schöffengerichtsbarkeit zugunsten römisch-rechtlich organisierter Gerichte ein. Nur in Dörfern und kleineren Städten hielten sich die Schöffengerichte bis zum Ende des Alten Reiches.
Das Schöffenamt, wie es auch heute noch in den Strafprozessordnungen Deutschlands und Österreichs vorgesehen ist, geht auf die politische Aufklärung im 19. Jahrhundert und die Emanzipation des Bürgertums zurück. Die Beteiligung von Nichtjuristen an der Rechtsprechung sollte den Einfluss der Obrigkeit verringern. Ehrenamtliche Richter bringen im Ideal ein vom rein juristischen Denken unabhängiges Verständnis in die Urteilsfindung ein, das stärker in der Lebenswirklichkeit verwurzelt sein sollte. Diese moderne Form des Schöffenamtes wurde aber seit ihrer Einführung auch teilweise wieder zurückgenommen, da sich Gerichtsverfahren mit „Profis“ rationeller durchführen lassen. 1924 wurden in Deutschland die Geschworenengerichte abgeschafft. Heute kommt dem Namen Schwurgericht nur noch eine historische Bedeutung zu. Sachliche Unterschiede zur „normalen“ großen Strafkammer des Landgerichts bestehen nicht mehr. Die Besetzung des Schwurgerichts besteht heute aus drei Berufsrichtern und zwei Schöffen. Dabei sind Schöffen keine Geschworenen mehr. Dagegen ist im angelsächsischen Rechtskreis das Schöffengericht (Jury) mit 12 Geschworenen bei gerichtlichen Großverfahren recht verbreitet.